# Just a Gigolo
Just a Gigolo é uma canção popular, adaptada por Irving Caesar para o inglês em 1929, do tango austríaco "Schöner Gigolo, armer Gigolo", composto em 1928 em Viena por Leonello Casucci e letra escrita em 1924 por Julius Brammer.

## História
A canção foi publicada pela primeira vez por Wiener Boheme Verlag em 1929 e tocada por várias orquestras na Alemanha naquele ano, incluindo a orquestra de Dajos Béla com o cantor Kurt Mühlhardt. Na Itália, Daniele Serra cantou uma versão intitulada "Gigolo", seguida por Sirio Di Piramo e sua orquestra em 1930, enquanto outros países forneceram suas próprias versões.
A versão original é uma visão poética do colapso social experimentado na Áustria após a Primeira Guerra Mundial, representada pela figura de um ex-hussardo que se lembra de desfilar em seu uniforme, e agora ele tem que sobreviver como dançarino solitário. A canção apresenta uma sequência melódica simples, mas, no entanto, possui uma construção harmônica inteligente que destaca as emoções misturadas nas letras, adicionando um efeito nostálgico e agridoce.
O sucesso da canção levou os editores Chappell & Co. a comprar os direitos e encomendar uma versão em inglês a Irving Caesar, um letrista muito popular da época. Caesar eliminou as referências austríacas específicas e, no verso frequentemente omitido (mas incluído na gravação de Bing Crosby em 1931), iniciou a ação em um café de Paris, onde um personagem local conta sua triste história. Assim, a letra manteve seu lado sentimental, mas perdeu seu valor histórico. As versões populares em 1931 foram de Ted Lewis, Ben Bernie, Bing Crosby e Leo Reisman.
"Just a Gigolo" apareceu em um filme de 1931, um desenho animado de Betty Boop de 1932 e uma série de TV de 1993, todos com o título da canção. A canção foi gravada por muitos músicos da época, incluindo Louis Armstrong e (em alemão) Richard Tauber.
O filme Schöner Gigolo, armer Gigolo, dirigido por David Hemmings em 1979, foi intitulado após o primeiro verso da letra original, mas o título Just a Gigolo foi usado para a distribuição nos EUA. Neste filme, a canção foi apresentada por Marlene Dietrich, em sua última aparição no cinema.

## Medley "Just a Gigolo"/"I Ain't Got Nobody"

### Origem
"Just a Gigolo" é mais conhecido em uma versão gravada por Louis Prima em 1956, onde foi combinada em um medley com outro antigo standard, "I Ain't Got Nobody" (letras de Roger A. Graham e música de Spencer Williams 1915). Esse versão liga a vida de um gigolô, ao resultado de o cantor acabar sozinho. A popularidade da combinação de Prima e as versões cover do medley de Village People, de 1978, e de David Lee Roth, de 1985, levou à percepção equivocada de alguns de que as canções são duas partes de uma única composição original.
O acoplamento das duas canções teve sua origem em uma gravação anterior de Louis Prima de 1945 (V Disc 554, lado A), que foi adaptada por Sam Butera para o show de Las Vegas dos anos 50 de Prima, durante o qual Prima revisitava sua sucessos antigos em um novo estilo de jive-and-jumping. O sucesso desse show garantiu a Prima um contrato de gravação com a Capitol Records, que visava capturar em disco a atmosfera de seus shows. O primeiro álbum, intitulado The Wildest! e lançado em novembro de 1956, estreou com "Just a Gigolo"/"I Ain't Got Nobody", que se tornou o número de assinatura da Prima e ajudou a relançar sua carreira.

### Gravação de Prima
A sessão de gravação ocorreu em abril de 1956 no Capitol Tower Studios, em Los Angeles, e foi produzida por Voyle Gilmore. Prima recebeu apoio de seu grupo de Las Vegas, Sam Butera & the Witnesses, em sua formação original: Sam Butera (sax tenor), James "Red" Blount (trombone), William "Willie" McCumber (piano), Jack Marshall ( guitarra), Amado Rodriques (baixo) e Robert "Bobby" Morris (bateria). Keely Smith, que era a esposa de Prima e uma parte importante de seu ato, juntou-se Witnesses pelos vocais característicos de apoio. Prima cantou, mas não tocou trompete nesta faixa.

## Versão deDavid Lee Roth
O cover do medley de Just A Gigolo / I Ain’t Got Nobody foi o primeiro single do o EP Crazy from the Heat, lançado por David Lee Roth em 1985. Alavancado pelo sucesso do single, o álbum vendeu aproximadamente 1 milhão de cópias só nos EUA segundo dados do RIAA.
David fez um vídeoclipe muito engraçado para este medley, fazendo diversas referências e paródias com os principais artistas pop da primeira metade da década de 80. É possível perceber as referências, por exemplo, a Michael Jackson, Cindy Lauper (que o coloca para fora do set de filmagem) e Billy Idol, que é eletrocutado.

#### Desempenho
| Ano  | Single                                      | Desempenho | Desempenho | Desempenho | Desempenho | Desempenho | Desempenho | Desempenho | Álbum               |
| Ano  | Single                                      | US         | US Rock    | AUS        | CAN        | FIN        | NL         | NZ         | Álbum               |
| ---- | ------------------------------------------- | ---------- | ---------- | ---------- | ---------- | ---------- | ---------- | ---------- | ------------------- |
| 1985 | "Just a Gigolo/I Ain't Got Nobody (Medley)" | 12         | 25         | 13         | 7          | —          | —          | 6          | Crazy from the Heat |

#### Prêmios e Indicações
| Ano  | Prêmio             | Categoria                           | Resultado | Ref.   |
| ---- | ------------------ | ----------------------------------- | --------- | ------ |
| 1985 | Video Music Awards | Video of the Year                   | Indicado  | [ 14 ] |
| 1985 | Video Music Awards | Best Male Video                     | Indicado  | [ 14 ] |
| 1985 | Video Music Awards | Best Concept Video                  | Indicado  | [ 14 ] |
| 1985 | Video Music Awards | Best Overall Performance in a Video | Indicado  | [ 14 ] |
| 1985 | Video Music Awards | Viewer's Choice                     | Indicado  | [ 14 ] |